# Kejōrō

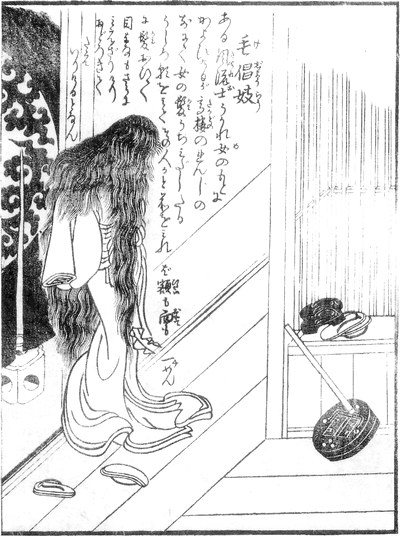
Eine Kejōrō, wie sie in Sekiens Konjaku Gazu Zoku Hyakki erscheint.

Die Kejōrō (毛倡妓; „Haarige Dirne“) ist ein fiktives Wesen aus der japanischen Folklore und gehört zur Gruppe der Yōkai. Sie gilt als heimtückisch und bösartig.

## Beschreibung
Die Kejōrō hält sich vorgeblich bevorzugt in Rotlichtvierteln auf. Sie soll als junge, schlanke Dame im feinen, eleganten Kimono erscheinen. Von hinten betrachtet, wirkt sie ziemlich gewöhnlich, wenn auch hübsch und elegant. Ihre wahre Natur kommt zum Vorschein, wenn sie sich umdreht: Jetzt offenbart sich, dass sie kein Gesicht hat, ihr gesamter Kopf (nach abweichenden Überlieferungen der ganze Körper) ist über und über mit dichtem, pechschwarzem Haar bedeckt, das bis zum Boden reichen soll. Das Opfer ist meist so verblüfft und verwirrt, dass die Kejōrō den Schreckmoment ausnutzt und ihr Opfer blitzschnell komplett mit ihren Haaren umwickelt, wie in einen Kokon. Dann saugt sie dem Opfer das Blut und/oder die Seele aus. Alternativ verschlingt sie es mit einem gut verborgenen Mund.

## Hintergrund
Die früheste bekannte Abbildung stammt aus dem Emakimono Konjaku Gazu Zoku Hyakki (今昔画図続百鬼; Bilderbuch der 100 Dämonen von einst und jetzt) von Toriyama Sekien aus dem Jahr 1779. Sekien verweist auf eine Anekdote, die in den damaligen Rotlichtvierteln offenbar schon länger bekannt war: Junge Männer, die Bordelle aufsuchten, würden die Kejōrō nur als Schattenumriss oder unklare Gestalt in schwach ausgeleuchteten Räumen und Korridoren ausmachen können. Wenn sie der Frau folgten, würde sie das Opfer in einem abgelegenen Raum überraschen. Eine weitere Sage erzählt von dem Mädchen Ashiko. Sie war die uneheliche Tochter eines buddhistischen Abts, der mit ihr aber nichts zu tun haben wollte. Um sein Gesicht und seine Ehre zu wahren, verkaufte er das Mädchen als Geisha an ein Bordell. Dort war Ashiko so erfolgreich und begehrt, dass sie von eifersüchtigen Konkurrentinnen ermordet wurde. Ihr rachsüchtiger Geist kehrte als Männer verschlingender Yōkai zurück. Nun bringt sie den Bordellen größtes Unglück: Sie soll von männlichen Yōkai so begehrt werden, dass diese sich um sie scharten und sogar um ihre Gunst kämpften. Dabei würde nicht selten das Bordell verwüstet und zerstört.
Die Kejōrō wird dem Genre der rachsüchtigen Geisterfrau zugeordnet. Sie fällt damit in dieselbe Kategorie wie andere, bekannte Dämonenfrauen, wie zum Beispiel die Kerakera-onna, die Hone-onna und die Taka-onna. Wie auch die drei vorgenannten Wesen, gehört die Kejōrō zu jenen weiblichen Yōkai, die vorgeblich besonders Rotlichtviertel heimsuchen sollen. Gerüchte und Anekdoten um rachsüchtige Geisterfrauen erfreuten sich besonders im 18. Jahrhundert während der Edo-Zeit und der Meiji-Zeit in sogenannten Yūkaku (遊廓), lizenzierten und damit legalen Rotlichtvierteln, großer Beliebtheit.